# 海崎站

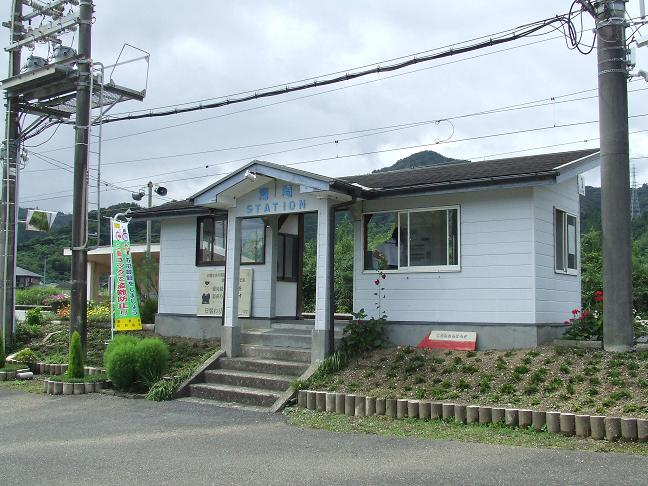
己被拆除的第二代簡易式站房(2008年8月)

海崎站（日语：／ Kaizaki eki */?）是位於大分縣佐伯市，屬九州旅客鐵道（JR九州）的日豐本線車站，現時為無人車站。

## 車站構造

### 站房
現時採用完全簡易車站模式，沒有站房，2020年改成為現時模式，只在月台上重新建成一座以半透明膠板及鋼架所搭建的候車室，並將原來的簡易式自動售票機重置於內。而在對出的車站廣場，左側設有男、女獨立洗手間一座；前方有投幣式電話亭；右側為線路控制室。

#### 舊站房
過往曾設有兩代站房。第一代站房建於開業時，為典型國鐵時代的單層木站房。第二代站房大約建於1990年代初期，採用簡易式站房設計，兼具候車亭的功能，左、右側均設有候車候車長櫈，而右側則設置了簡易式自動售票機及用作車站打掃的用品。

### 月台
設有2個側式月台，長約120米，月台之間以行人天橋連接。2號月台則原設有一座開放式木建有蓋候車亭，並放置了兩張候車長櫈。1號月台向佐伯方向的月台末端設有側線1條，由佐伯方的轉轍器可以轉至側線。
2018年5月6日下午，位於2號月台上的候車亭發生了火警，其中一側的的木板及鐵板上蓋被燒毀，不久JR九州將受損的候車亭拆去，並於同年年尾重新興建一座規模較小、以半透明膠板及鋼架所建成的的候車亭，亭內重新安放了一排四張獨立座位的塑膠候車座椅。
| 月台 | 路線      | 上下行 | 方向                               |
| ---- | --------- | ------ | ---------------------------------- |
| 1    | ■日豐本線 | 下行   | 佐伯方向                           |
| 2    | ■日豐本線 | 上行   | 大分、龜川、日出、中山香、中津方向 |

## 歷史
- 1923年7月1日：鐵道省開設車站[5][1]。
- 1987年4月1日：隨國鐵分割民營化，車站由九州旅客鐵道（JR九州）營運。
- 2017年：

- 9月17日：受到颱風泰利影響，全線整日停運，車站內出現水浸。
- 9月19日：臼杵站至延岡站之間不通，開設代行巴士（各站停車）來往臼杵站至佐伯站之間。
- 12月18日：臼杵站至佐伯站之間重開，代行服務終止。

- 2018年5月6日：月台上的候車室發生火災[3]，部份結構受損，最後遭拆卸並重建。
- 2020年初：第二代站房被拆去，以與2號月台相同的簡易式有蓋候車亭代替。

## 使用狀況
在2015年（平成30年）度，1日平均乘車人次為42人，2016年度起不再顯示各車站使用人數。
| 乘車人員變遷 | 乘車人員變遷 |
| 年度         | 1日平均人次  |
| ------------ | ------------ |
| 2000         | 46           |
| 2001         | 54           |
| 2002         | 47           |
| 2003         | 53           |
| 2004         | 40           |
| 2005         | 38           |
| 2006         | 36           |
| 2007         | 29           |
| 2008         | 40           |
| 2009         | 36           |
| 2010         | 34           |
| 2011         | 45           |
| 2012         | 43           |
| 2013         | 49           |
| 2014         | 45           |
| 2015         | 42           |

## 車站周邊
- 海崎郵局
- 原太平洋水泥大分工場佐伯廠區（已停止運作[1][10]）

## 「海崎站名譽站長」
2017年7月，JR大分支社委任了68歲的佐藤峰子擔任海崎站名譽站長一職。佐藤峰子的丈夫為前JR社員，2013年去世，由於佐藤峰子每月都會由海崎站坐火車往大分站去掃墓，慢慢地她以為這個無人車站當美化工作來用作對丈夫的思念，後來他的義務工作消息傳到JR九州那邊，因為給予她名譽站長一職。

## 相鄰車站
九州旅客鐵道
■日豐本線
狩生－海崎－佐伯

## 外部連結
- JR九州海崎站 （页面存档备份，存于）